# Кампанія в Карибському морі
Кампанія в Карибському морі (англ. Battle of the Caribbean) — військово-морська кампанія, що велася надводними та підводними силами західних союзників проти підводних човнів нацистської Німеччини та фашистської Італії в акваторії Карибського моря та в Мексиканській затоці в роки Другої світової війни. Бойові дії розпочалися з лютого 1942 року із започаткуванням німцями повномасштабної підводної війни, що мала за мету завдати максимального збитку поставкам нафти та нафтопродуктів союзниками, які здійснювалися з цього регіону. Загалом за час воєнних дій німецькі та італійські ПЧ потопили 319 суден та кораблів (1 518 195 GRT) і 46 суден пошкодили (295 318 GRT).

## Історія

### Передумови
З початком Другої світової війни, і без того стратегічно важлива роль Карибського басейну у світовій економіці значно зросла. Охоплені воєнними діями Європа та Азія потребували колосального об'єму нафтопродуктів на потребу багатомільйонних армій, авіації, флоту та бронетехніки. Значення венесуельських нафтових родовищ і Панамського каналу стали грати виняткову роль. Найбільший на той час у світі нафтопереробний завод Royal Dutch Shell, у голландській колонії на Кюрасао, переробляв одинадцять мільйонів барелів на місяць; нафтопереробний завод в Пуент-а-П'єр на Тринідаді у Британській Вест-Індії був найбільшим у Британської Імперії; і ще один великий голландський нафтопереробний завод на Арубі, разом обробляли колосальну долю сировини у всій світовій нафтовій промисловості. У перші роки війни лише Британським островам щодня потрібно було чотири танкери нафти, і велика частина її надходила саме з Венесуели через Кюрасао після того, як Італія вступила у війну на боці нацистської Німеччини та заблокувала прохід через Середземне море з Близького Сходу.
Особливе стратегічне значення Карибський регіон мав для Сполучених Штатів Америки. Захист берегової лінії у Мексиканській затоці, зокрема нафтових об'єктів і доступ до річки Міссісіпі, збройні сили США могли надійно забезпечити, спираючись на свою інфраструктуру у Флориди та на Кубі, і тримаючи під контролем Флоридську протоку. Втім, набагато складніше було організувати прикриття 200-км Юкатанської протоки, що лежить між Карибським морем та Мексиканською затокою. До того ж, після нападу японського флоту на Перл-Гарбор та вступу США у війну, різко зросли потреби американського військово-промислового комплексу. Одним з небагатьох стратегічних сировинних матеріалів, недоступного на континентальних Сполучених Штатах, якого хронічно не вистачало авіаційній промисловості США, були боксити для виробництва алюмінію. Основна маса цієї сировини поставлялася з Гвіани судноплавними шляхами, що проходять паралельно Малим Антільським островам.
З 13 вересня 1939 року американські патрульні літаки «Каталіна» почали нейтральне патрулювання у водах Карибського моря, гарнізони американських військ на військово-морській базі Гуантанамо та станції повітряних сил Кі-Вест були посилені. Після окупації Нідерландів нацистами британська армія зайняла острови Аруба, Кюрасао та Бонайре. Капітуляція Франції у червні 1940 року і підписання перемир'я з німцями у Комп'єні погіршили відношення між вішістською Францією та Лондоном, отже острів Мартиніка став розглядатися як можлива база-плацдарм для кораблів країн Осі.

### Бойові дії

#### Операція «Нойланд»

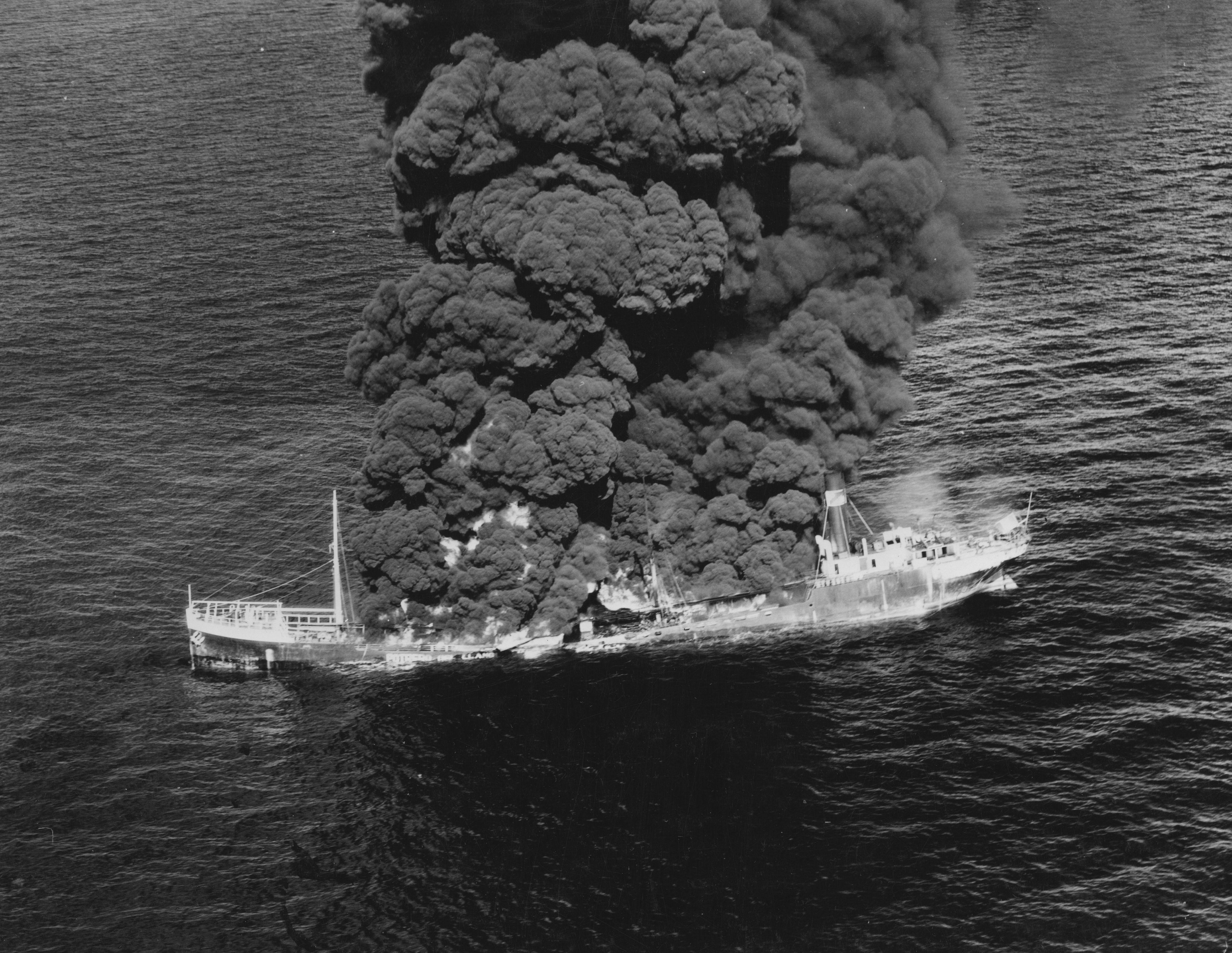
Мексиканський танкер SS Potrero del Llano палає після ураження німецькими торпедами. 14 травня 1942

16 лютого 1942 року ударна група німецьких підводних човнів під командуванням капітан-лейтенанта Вернера Гартенштейна на борту U-156 з U-502, U-67, U-129 і U-161 за планом операції «Нойланд» здійснила раптовий напад на карибські нафтопереробні заводи і судна. U-502 потопив танкери Monagas, Tia Juana і San Nicholas між озером Маракайбо і Арубою. U-67 капітан-лейтенанта Генріха Блайхрода увійшов у гавань Віллемстад на Кюрасао і торпедував три нафтові танкери, що стояли на рейді. Чотири торпеди з носових труб не розірвалися, але торпеди з кормових труб потопили Rafaela. U-156 увійшов у гавань Сінт-Ніколас на Арубі і торпедував нафтові танкери Pedernales, Oranjestad і Arkansas. Потім U-156 спробував обстріляти нафтопереробний завод в Арубі з 10,5-сантиметрової морської гармати SK C/32; але ствол гармати лопнув, коли вибухнув перший снаряд, тому що екіпаж гармати не зміг видалити заглушку. Німці лише злегка пошкодили великий резервуар для зберігання нафти. Венесуельський канонерський човен «General Urdaneta» допомагав рятувати екіпажі кількох суден, що були торпедовані, а легкі бомбардувальники А-20 «Гавок» здійснили спробу атакувати усі три підводні човни, але марно.
18 лютого U-161 увійшов у тринідадську затоку Парія, де у бухті Порт-оф-Спейн торпедував американське суховантажне судно Mokihana і нафтовий танкер British Consul.
З цього дня німецькі субмарини влаштували справжню бійню для беззахисних транспортних суден. 21 лютого U-67 торпедував нафтові танкери J.N.Pew і Penelope; U-502 торпедував нафтові танкери Kongsgaard, Thallia і Sun; U-156 потопив Delplata і нафтовий танкер La Carriere; U-161 торпедував Lihue і нафтові танкери Circle Shell і Esso Bolivar, південно-африканську китобійну базу Uniwaleco; і U-129 торпедував George L. Torian, West Zeda, Lennox, Bayou, Mary, Steel Age і нафтовий танкер Nordvangen.

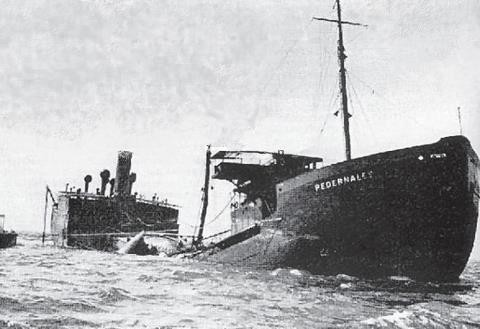
Нафтовий танкер Pedernales у порту гавань Сінт-Ніколас на Арубі після атаки U-156. 16 лютого 1942

Екіпаж U-156 за допомогою ножівки відрізав пошкоджену частину ствола гармати; і, коли у U-156 закінчилися торпеди, команда використовувала свою відпиляну палубну гармату, щоб 27 лютого потопити вогнем британський танкер Macgregor, а наступного дня американський танкер Oregon.
10 березня U-161 увійшов у гавань Кастрі на Сент-Люсії, щоб атакувати колишній океанський лайнер HMCS Lady Nelson і суховантаж Umtata, обидва судна отримали серйозні пошкодження. Після виходу з Сент-Люсії U-161 торпедував 200 миль західніше Гваделупи канадське суховантажне судно Sarniadoc і потопив судно обслуговування маяків берегової охорони США USCGC Acacia гарматним вогнем.
16 березня до операції «Нойланд» приєдналися п'ять італійських підводних човнів, які діяли переважно на атлантичних підходах до Малих Антильських островів. «Франческо Морозіні» потопив Stangarth, Oscilla і Peder Bogen. ПЧ «Енріко Таццолі» знищив Cygnet і нафтовий танкер Athelqueen. «Джезеппе Фінчі» торпедував Skane, Melpomere і Charles Racine. «Леонардо да Вінчі» — Everasma і нейтральний бразильський Cabadelo. «Луїджі Тореллі» потопив Scottish Star і Esso Copenhagen.

#### Інші операції
19 квітня 1942 року U-130 під командуванням корветтен-капітана Ернста Кальса обстріляв з гармати нафтові резервуари Буллен Баай на острові Кюрасао. Підводний човен встигнув зробити тільки 5 пострілів, коли голландська берегова батарея відкрила вогонь у відповідь; німцям довелося терміново занурюватися.
13 травня U-69 капітан-лейтенанта Ульріха Графа потопив американське вантажне судно SS Norlantic неподалік від Бонайре. 14 травня U-564 Райнхарда Зурена знищив мексиканський танкер SS Potrero del Llano біля берегів Флориди, а 21 числа U-106 Германа Раша потопив танкер Faja de Oro поблизу Кі-Веста. Цей випадок прискорив прийняття рішення мексиканським урядом і 1 червня Мексика оголосила війну Німеччині.
20 травня U-155 атакував танкер Sylvan Arrow біля Гренади, який затонув через декілька днів. Також 20 числа U-753 потопив транспортне судно типу «Ліберті» George Calvert східніше Куби.
11 червня U-157 потопив Hagan неподалік від кубинського берега. Через два дні U-157 був затоплений глибинними бомбами куттера берегової охорони США «Тетіс» північно-східніше Гавани. 23 червня U-158 атакував неозброєний допоміжний військовий корабель USAT Major General Henry Gibbins.
4 вересня 1942 року U-171 атакував мексиканський танкер Amatlan. 11 вересня U-514 торпедував канадське вантажне судно Cornwallis біля Бриджтауна, яке затонуло на мілководді й незабаром було піднято і відновлено на службі.
5 липня 1943 року U-759 торпедною атакою знищив американський суховантаж Maltran. 7 липня цей підводний човен потопив неподалік від Ямайки голландське вантажне судно Poelau Roebiah.

#### Втрати човнів
13 червня Крігсмаріне втратили свій перший підводний човен, U-157, який неподалік від Гавани затопив глибинними бомбами куттер Берегової охорони США «Тетіс». Всі 52 члени екіпажу загинули. 30 червня американським патрульним літаком PBM «Марінер» західніше Бермуд був потоплений U-158. 8 липня західніше острову Гаїті союзна авіація потопила U-759.
30 липня 1942 року південно-східніше Нового Орлеана біля дельти річки Міссісіпі пасажирське судно Robert E. Lee було вражено торпедою U-166. Американський патрульний катер USS PC-566 розпочав негайно переслідування та затопив глибинними бомбами німецький підводний човен.
28 серпня 1942 року німецький підводний човен U-94 був виявлений союзним ескортом при спробі атакувати конвої TAW 15 біля Гаїті, котрий відразу влаштував полювання на ворожий ПЧ. Літак-амфібія PBY «Каталіна» атакував човен глибинними бомбами, за ним атаку продовжили канадські корвети «Галіфакс» і «Сноуберрі» і нарешті субмарину двічі протаранив корвет «Оуквілл». Хал Лоуренс очолив абордажну групу з одинадцяти моряків «Оуквілла» для захоплення човна. Вони висадилися на німецьку субмарину і вдерлися через бойову рубку всередину човна. Тільки два канадці насправді пройшли через люк, і вступили в сутичку з німецьким екіпажем, вбивши двох, коли вони не здалися. Решта екіпажу підняла руки, не чинячи спротиву. Ледве захопивши судно, канадські моряки зрозуміли, що німці вже почали затоплювати човен, і він почав наповнюватися водою. Канадці залишили U-94, і він затонув разом з 19 членами екіпажу; «Оуквілл» врятував 26 матросів противника, у тому числі командира ПЧ оберлейтенанта-цур-зее Отто Ітеса.
3 вересня британські есмінці «Патфайндер», «Квентін» і «Вімі» затопили глибинними бомбами поблизу острову Тринідад німецьку субмарину U-162.
15 травня 1943 року німецький U-176 знищений кубинським мисливцем за підводними човнами CS-13.